# Nagata-chō
Nagata-chō (jap. 永田町) – rządowa dzielnica w japońskiej stolicy, Tokio. Nazwa jest używana także w przenośni jako miejsce kreowania polityki państwa, centrum władzy, podczas gdy sąsiedni kwartał Kasumigaseki (霞ヶ関 Kasumi-ga-seki), mieszczący większość ministerstw, agencji i instytucji rządowych, odnosi się do japońskiej administracji.
Uważa się, że nazwa tego kwartału pochodzi od nazwiska samurajów, jak Denjūrō Nagata, którzy we wczesnym okresie Edo (1603–1868) posiadali w tym miejscu swoje rezydencje.

## Opis
Dzielnica rządowa Nagata-chō jest częścią okręgu specjalnego Chiyoda-ku i ma charakter podobny do dzielnicy Westminster w Londynie, bowiem podobnie pełni rolę ośrodka władzy państwowej. Jest położona w centrum miasta, tuż obok parkowo-pałacowego kompleksu cesarskiego Kōkyo. 
Mieszczą się tam:
- gmach parlamentu (Kokkai-gijidō, ang. National Diet Building), zbudowany w latach 1920–1936, nie był zniszczony w czasie wojny;
- rezydencje przewodniczących obu izb parlamentu: Izby Reprezentantów, Izby Radców (Shūgiin-gichō Kōtei・Sangiin-gichō Kōtei, Residence of the Speaker of the House of Representatives・Residence of the Chairman of the House of Councilors);
- budynki biur parlamentarzystów;
- budynek biur dla redakcji mediów upoważnionych do relacjonowania obrad parlamentarnych;
- biblioteka parlamentu (Kokuritsu Kokkai Toshokan, National Diet Library);
- nowoczesny budynek-rezydencja i miejsce pracy premiera (Naikaku-sōridaijin Kantei, w skrócie Kantei), ukończony w 2002 roku, zastąpił poprzedni, zbudowany w 1929 roku;
- budynek zajmowany przez biura Gabinetu / Rady Ministrów (Naikaku, The Cabinet): (Naikaku-fu, Cabinet Office)[a] i Sekretariatu (Naikaku-kanbō, Cabinet Secretariat)[1][b];
- główne siedziby partii politycznych;
- historyczny chram shintō o nazwie Hie-jinja, znany z Festiwalu Sannō[2].

## Muzeum Konstytucjonalizmu
W Nagata-chō 1-chōme, blisko gmachu parlamentu, znajduje się Muzeum Konstytucjonalizmu (Kensei Kinenkan, ang. Constitution Memorial Hall) prezentujące jego dokonania, nie tylko poprzez stałe eksponaty, ale także: wystawy specjalne, filmy, spotkania społeczne, służące objaśnianiu japońskiej demokracji parlamentarnej i jej historii oraz szkolenia liderów z różnych dziedzin. Podlega Sekretariatowi Izby Reprezentantów.
Wewnątrz muzeum znajduje się sala pamięci poświęcona Yukio Ozakiemu (1858–1954) (Ozaki Kinen Kaikan, Ozaki Memorial Hall). Jest on uznawany za „ojca japońskiej konstytucji”. Był wybierany na 25 kadencji, to znaczy ponad 60 lat był członkiem parlamentu. Ozaki był przeciwnikiem militaryzmu, popierał prawo wyborcze kobiet i był internacjonalistą. Był więziony za swoje poglądy, przeżył próbę zabójstwa. Pełniąc funkcję burmistrza Tokio podarował Stanom Zjednoczonym 3 tys. drzew wiśni (sakura), które posadzone wokół Tidal Basin w West Potomac Park dały początek National Cherry Blossom Festival w Waszyngtonie.

## Galeria

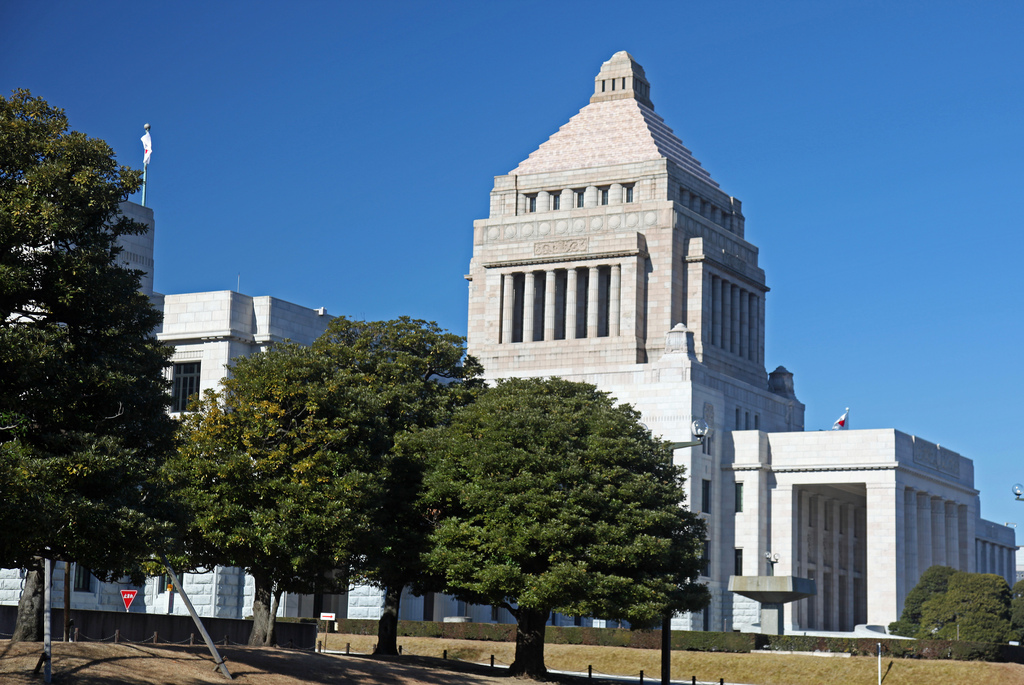
Gmach parlamentu widziany z boku
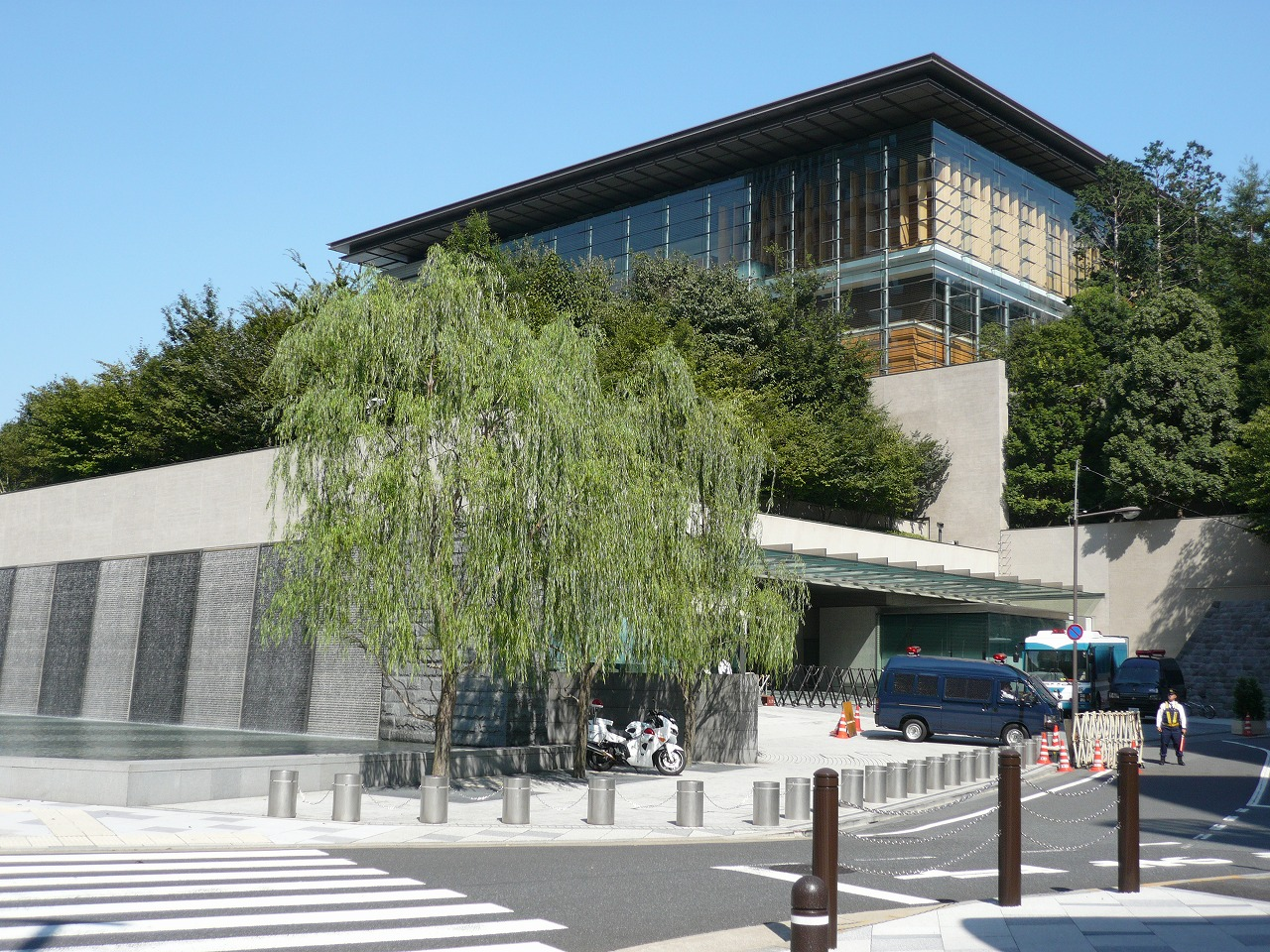
Rezydencja premiera
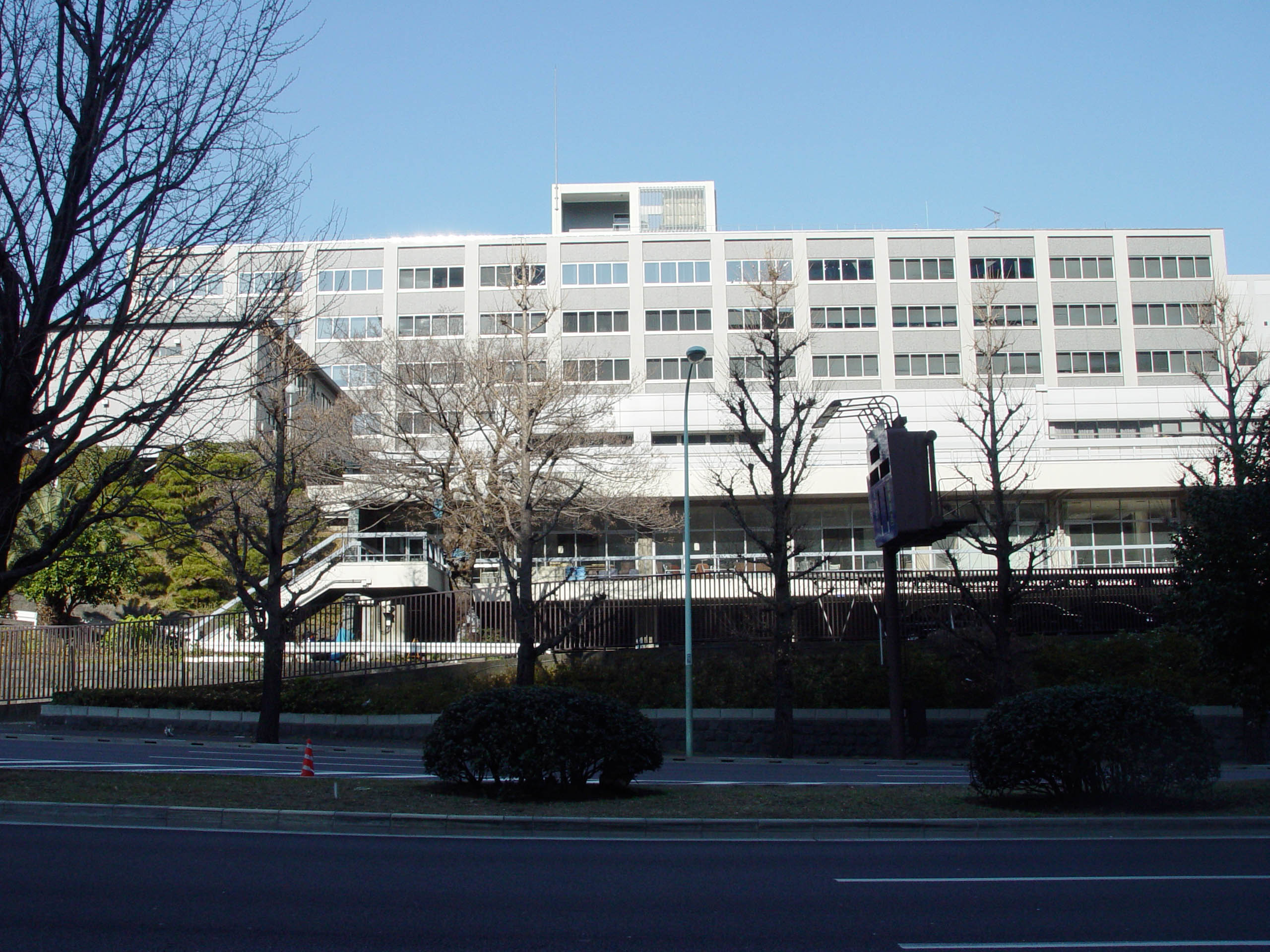
Budynek mieszczący: Cabinet Office, Cabinet Secretariat
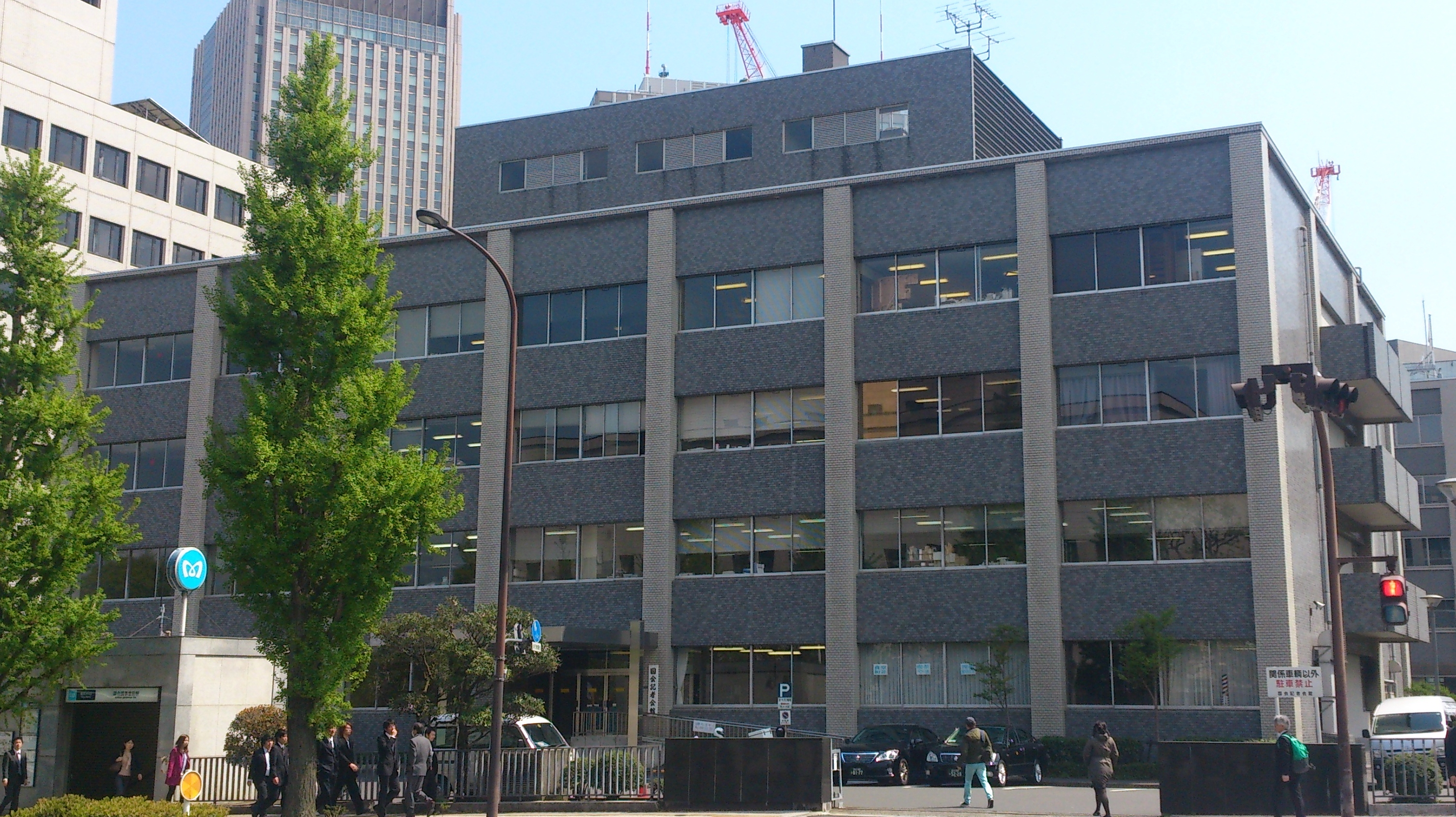
Budynek dla sprawozdawców parlamentarnych
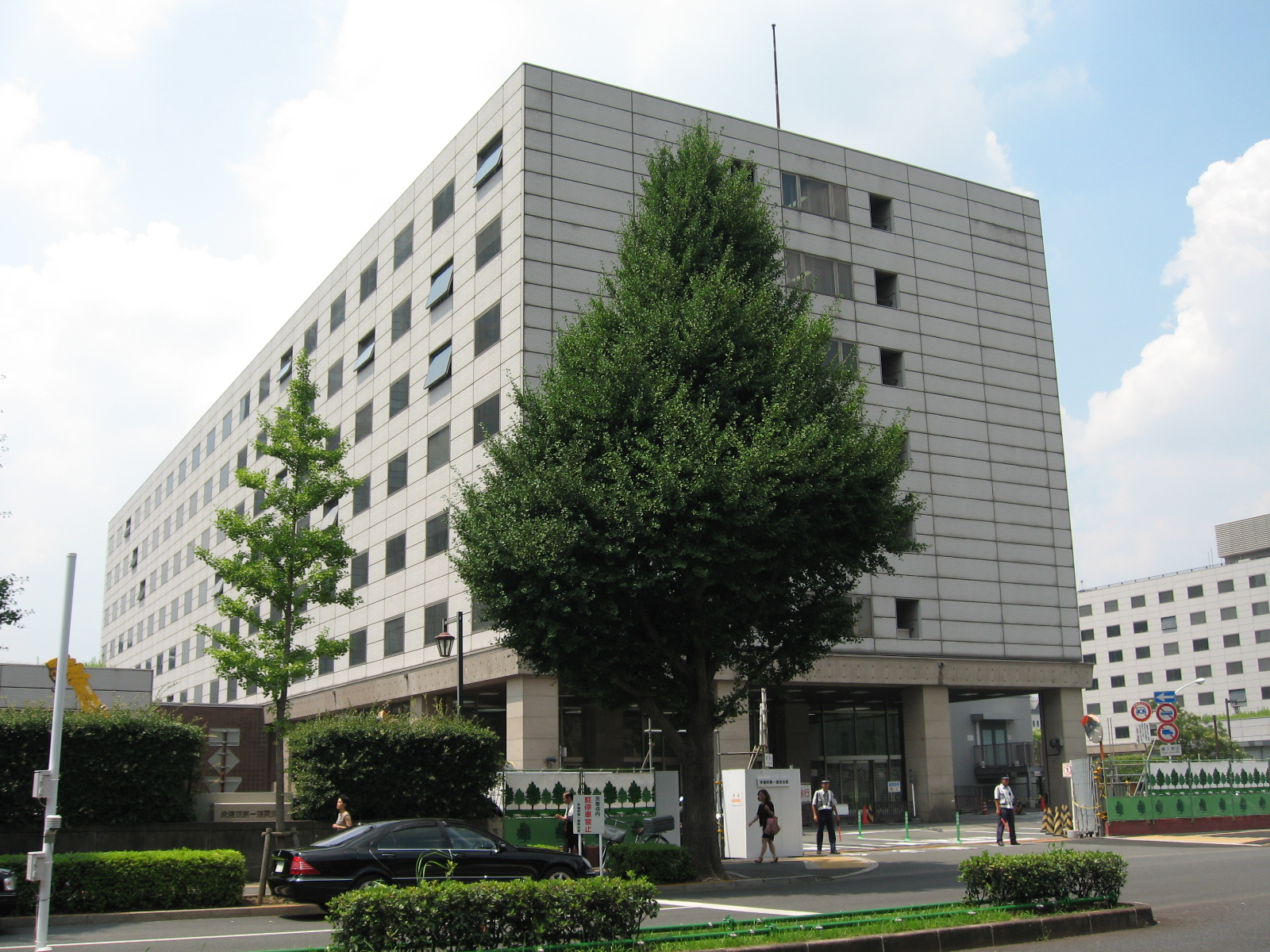
Jeden z budynków mieszczących biura parlamentarzystów
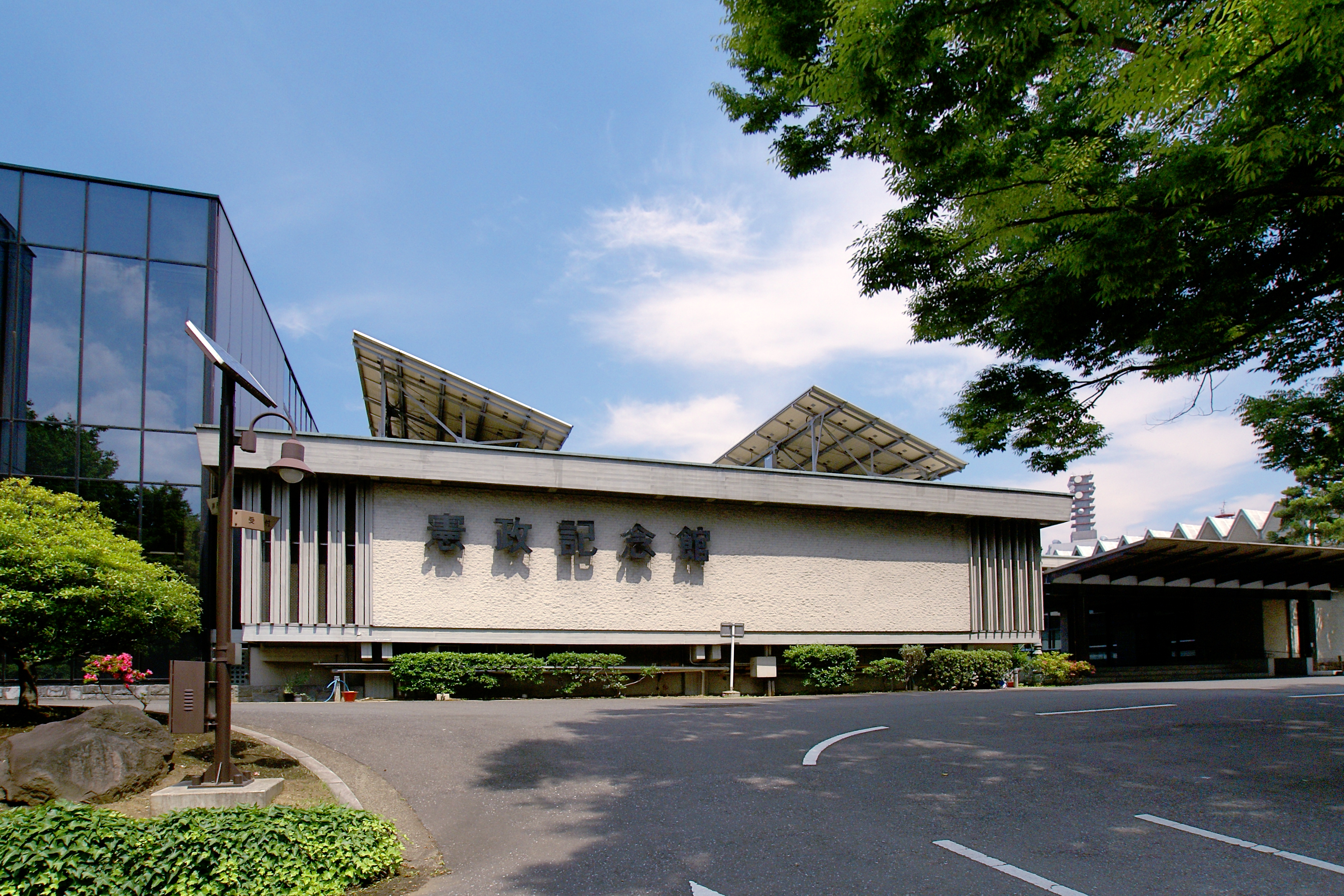
Muzeum Konstytucjonalizmu